# 삼도그룹
삼도그룹(三都, Samdo Group)은 1960년에 창립한 삼도물산을 모태로 한 기업으로 섬유 및 지퍼 제조 수출, 전자, 화학, 자동차부품, 건설 등의 사업을 했던 대한민국의 대규모 기업 집단이었다.

## 기업명
삼도(三都)의 삼은 숫자 3을 의미하며 천, 지, 인 즉 하늘과 땅과 사람을 의미하며 도는 모으다 라는 뜻이다. 천시(天時), 지리(地利), 인화(人和)를 도모한다는 즉 시의(時宜)에 맞고, 확실한 영역에서, 인화로 경영을 펼친다는 뜻이다.

## 기업연혁
1960년에 창립되어, 약 80~90년도까지 14개 국가에 약 9,000명의 사원을 두었던 국내 재계 50위 안에 드는 대기업이었다. 천우사와 함께 대한민국에서 의류를 최초로 수출하였고, 1960~90년대 사이 금탑, 은탑, 동탑 산업훈장 및 여러 차례 대통령상 표창을 수상하였다. 1979년에는 섬유제품 단일품목으로 1억 불을 수출하여 "1억 불 탑"을 받는 등 의류 수출의 선구자적 역할을 했던 기업이었다. 2000년대 초반에 외환위기 등을 이유로 해체되었다.

### 창립 및 고도성장

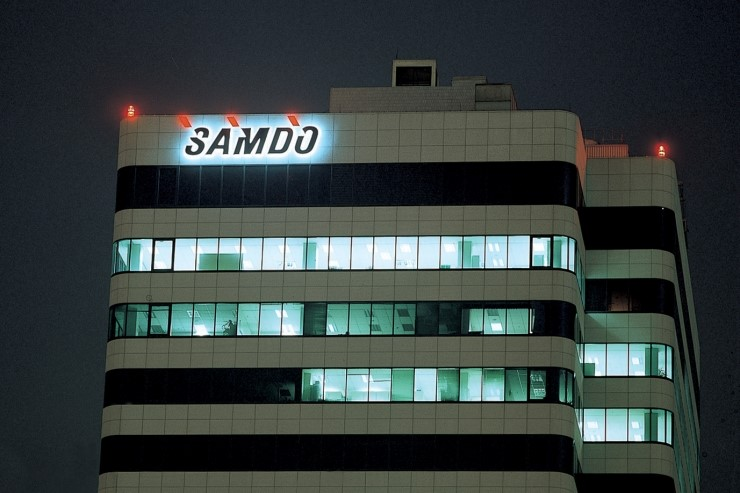
삼도물산 사옥

1960년 김만중에 의해 창립되었다.
1965년 9월 창업 초기부터 봉제품 보세가공 수출의 길을 개척하였다.
사세 확장에 따라 1966년 수영 공장을, 1971년 언양 공장을 건립하였다.
1973년 의류 봉제 산업이 주력 수출산업이던 지퍼 공급이 원활치 않아 봉제 납기에 어려움을 겪던 국내 의류업체들을 지원하기 위해, 삼도는 독일 및 미국의 지퍼 브랜드와 기술제휴하고 경남 언양에 지퍼 공장을 지었다. 3년간의 경험을 바탕으로 삼도는 1977년 독자 지퍼 브랜드 ‘DULON’을 개발하고 나일론, 플라스틱, 메탈 지퍼 생산에 본격적으로 나서게 되었다.
1963년 삼도물산은 수출 80만 달러, 1965년 270만 달러, 1973년 3,500만 달러로 고도성장을 거듭하여, 국내 제1위의 봉제수출업체와 의류 전문수출업체로 성장하였다. 1979년 11월 의류 단일 품목으로는 최초로 수출 1억 불을 이루었다.

### 사업의 다각화 - 삼도그룹
1976년 증권거래소에 주식을 상장하여 기업을 공개하였다. 동시에 경주공장을 신설하고, 카스테레오를 생산하는 삼도전자주식회사를 설립하였다.
1977년 메리야스 전문업체 ㈜대신통상을 인수하였고, 지퍼 공장을 2배 증설하였다.
1978년 ㈜삼도종합개발을 설립하였다.
1979년에는 삼도종합건설을 삼도종합개발에 흡수, 합병하였다.
1980년 ㈜서우를 인수하였다.
1983년에는 ㈜삼양섬유·㈜대흥섬유·㈜동도의류를 삼도물산에 흡수, 합병하고 미국 Englishtown Sportswear Ltd.사로부터 Sergio Valente를 도입하였다.
1987년 자동차부품 램프 업체인 ㈜새론볼을 인수하여 ㈜삼도전기로 상호 변경하였다. 또한 ㈜삼도건설 주식을 처분하고 ㈜동해터미널을 인수하였다.
1980년대 중반 이후 레저용품·미술품 및 잡화제품 제조·판매업, 해산물 판매업 등으로 사업 영역을 확대했다.
1989년 인도네시아에 P.T Samdonesia를 설립하고, 1990년 스리랑카에 Cosmo Macky Industries Ltd.를 설립하였다.

### 경영난 및 해체
1980년대 말부터 섬유 수출 경기가 퇴조하면서 모체기업인 삼도물산의 매출이 계속 줄어듦에 따라, 90년대에는 재계 서열 50위권 밖으로 밀려나았다.
1991년 서울 사대문 안 도심에 21층짜리 신사옥을 신축하였다. 순화동 치안본부 (현 경찰청) 맞은편의 1천2백 평 부지에 연건평 1만 3천 평 규모로 지어졌다.
1992년 ㈜서우를 ㈜삼도어패럴로 상호 변경하고, 같은 해에 미국 시카고 지사와 엠파이어 스테이트 빌딩에 위치해 있던 뉴욕 지사를 폐쇄하였다.
1995년 2월 27일 법정관리를 신청하고 이 기간동안 삼도기전, 삼도산업, 삼도화학, 동해터미날, 괌호텔, 풍무엔지니어링을 매각하였다. 12월 12일 회사정리 개시가 결정되었다.
2000년 경영정상화를 위한 인수합병으로 그해 12월 ㈜에스비파이낸스코리아(소프트뱅크)에 인계되었다. 이에 따라 2002년 2월 회사정리에 대한 절차가 종결되었다.

## 구조
- 모기업
  - 삼도물산 - 제조 및 라이센스 브랜드: 듀론 (Dulon), 미스식스티 (Miss Sixty), 아꼼싸 (A Comme Ca), 압소바 (Absorba), 옵트 002 (OPT 002), 옵티론 (Optilon), 왕자아동복, 타론 (Talon), 타티네 쇼콜라 (Tartine et Chocolat), 꼼므뜨와 (Commetoi), 써지오 바렌테 (Sergio Valente)

- 계열사
  -  삼도전자
  -  삼도종합건설
  -  삼도기전
  -  삼도산업
  -  삼도어패럴
  -  삼도화학
  -  대신통상
  -  동도의류
  -  삼양섬유
  -  대흥섬유
  -  삼도종합개발
  -  동해터미널
  -  풍무엔지니어링
  -  삼도 괌호텔 外

## 주요 인물
- 김만중 – 삼도그룹 창업자이자 초대 회장. 의류가공수출의 선구자 역할을 맡아 온 섬유업계 원로기업인으로 잘 알려져 있다. 부인은 추영수 여사로 슬하에 3남 1녀, 의순, 상헌, 재헌, 재하를 두었다. 1960년 창업연도부터 1987년 아들들에게 물려줄 때까지 기업을 운영하였다.[9] 1996년에 타계하였다.
- 김상헌 – 김만중의 장남. 삼도물산 사장.
- 김재헌 – 김만중의 차남. 1990년대부터 부회장으로 삼도그룹을 운영하였다. 서울고, 외국어대 불어과를 나와 미국 남가주대에서 경영학 학위를 받았다. 1974년에 삼도에 입사하여, 기획조정실장, 미국 지사장, 삼도전자 이사, 삼도건설 이사, 삼도물산 부사장 등을 역임하였다. 부인은 정명화 여사로 슬하에 1남 1녀 경민, 나현을 두었다.
- 김재하 – 김만중의 삼남. 삼도어패럴 사장.

## 수상 내역
당시 대한민국은 가진 자원도, 기술도 많지 않아 해외로 수출해서 달러를 벌어들이는 사람들이 애국자이고 국가 유공자였던 시절이었다. 1964년 11월30일 우리나라 전체 수출액이 1억 달러에 이르자 이날을 "수출의 날"으로 정하고 매년 대통령이 참석해서 수출에 공로가 많은 개인과 회사에 대해 포상하는 성대한 기념식을 했고 아직도 무역의 날로 이름을 바꾸어 행사하고 있다.

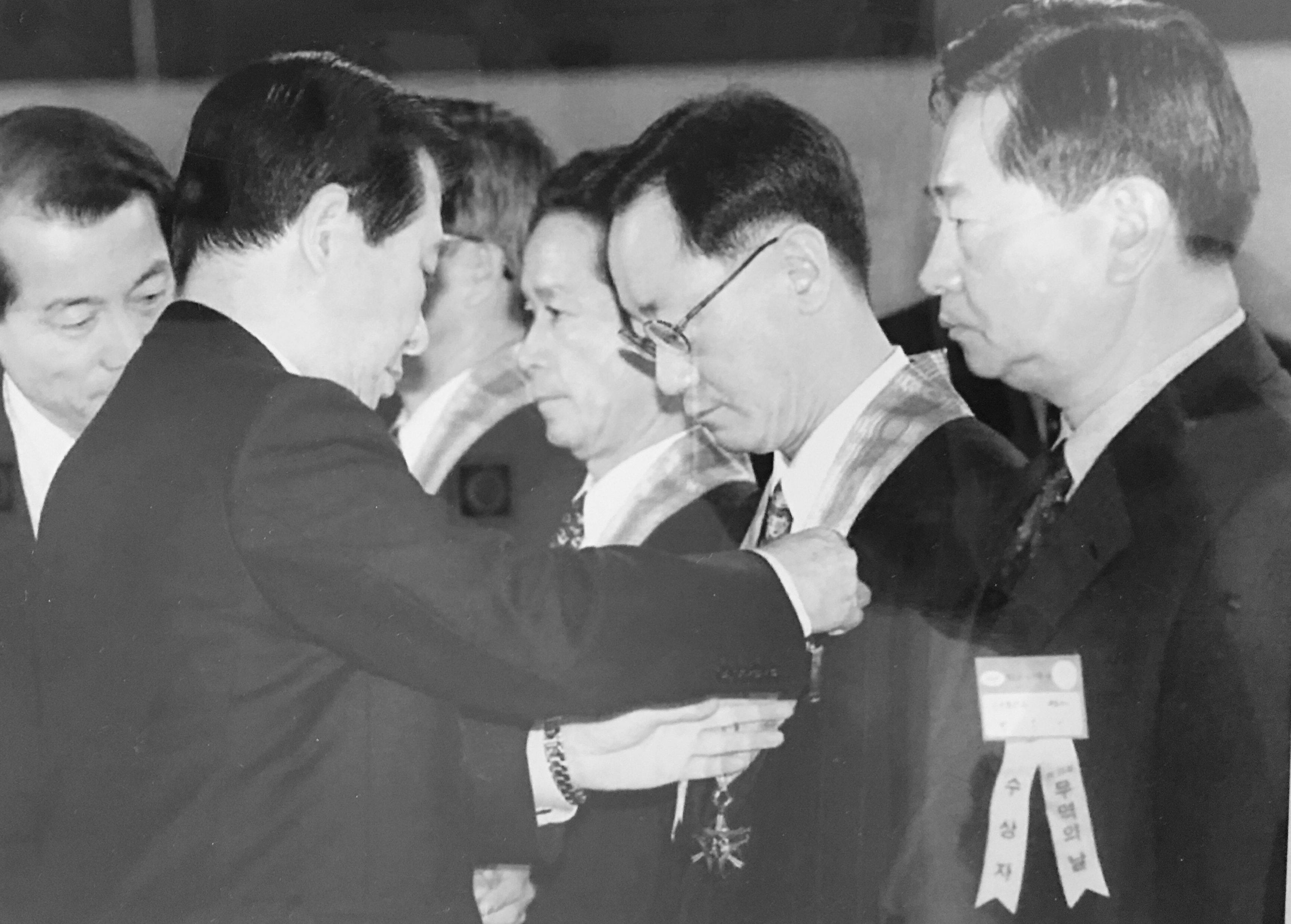
1998년 김대중대통령으로부터 은탑산업훈장을 수훈하는 김재헌부회장

- 수출의 날 행사에서 여섯 차례 대통령 표창을 받으며 한국 수출 산업의 공로를 인정받았다.
- 1968년 5회 수출의 날에 동탑산업훈장을 받았다.
- 1976년 13회 수출의 날에 은탑산업훈장을 받았다.
- 1977년 14회 수출의 날에는 수출업체 최고의 영예인 금탑산업훈장을 받았다.
- 1979년에 16회에는 섬유제품 단일품목으로 최초 수출 1억 불을 이룬 기여도를 인정받아 "1억 불 탑"을 받았다.
- 1998년 25회 수출의 날에 두번째 은탑산업훈장 (대신통상)을 받았다.[11]

이 외에도 국가의 원수들이 삼도그룹의 대한민국 경제에 기여하는 바를 높이 사 직접 응원하기도 하였다.

박정희 대통령 친서

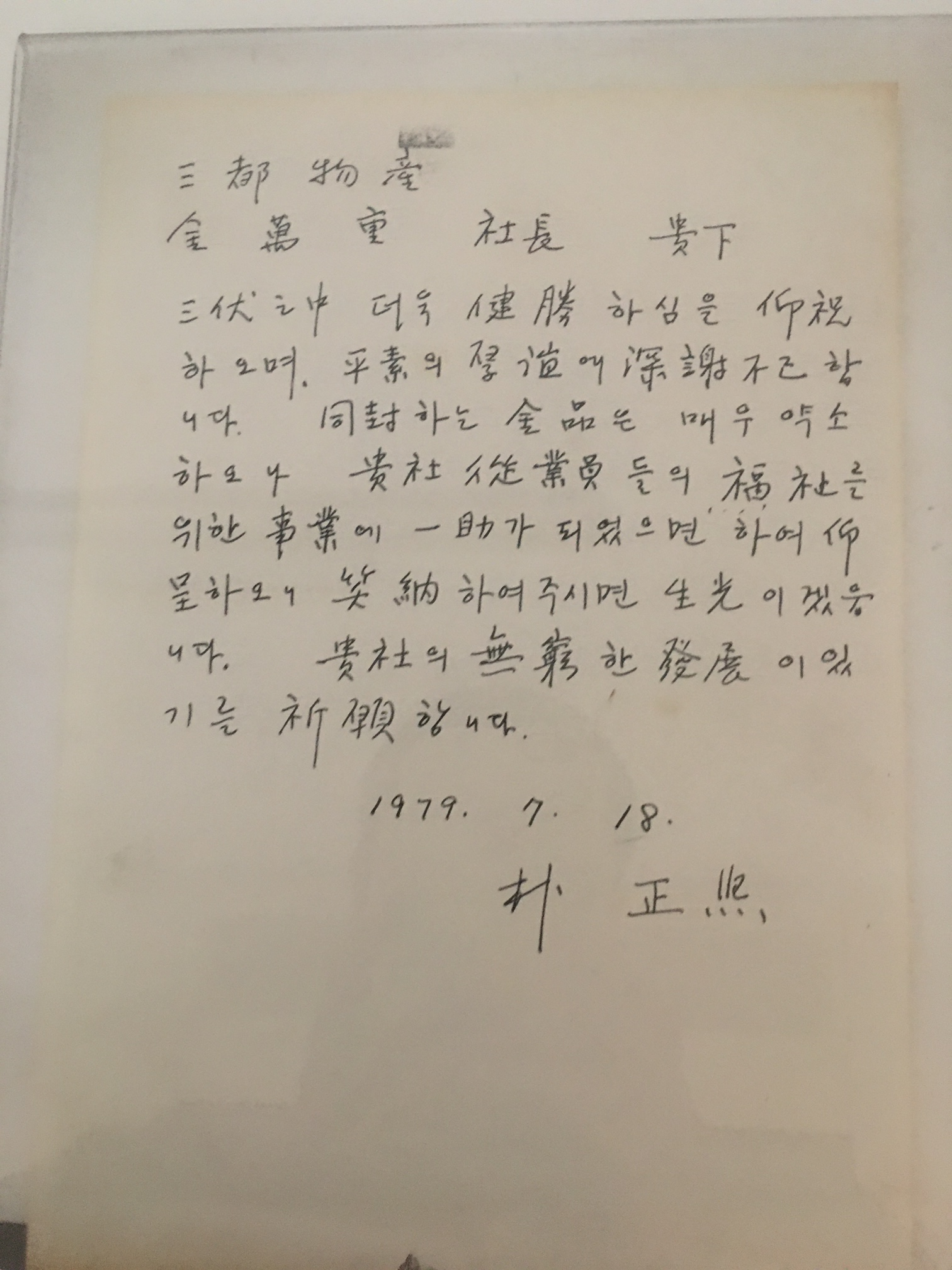
박정희대통령 친서

"삼복지중 더욱 건승하심을 앙축하오며 평소의 후의에 심사불기합니다. 동봉하는 금품은 매우 약소하오나, 귀사 종업원들의 복지를 위한 사럽에 일조가 되었으면 하여 앙정하오니, 소납하여주시면 생광이겠읍니다. 귀사의 무궁한 발전이 있기를 기원합니다.
1979년 7월 18일 박정희"

위는 대략, 항상 보살펴주심에 감사를 표하며, 함께 보내드리는 돈은 작은 금액이지만 종업원들의 복지를 위한 사업에 조금이나마 보탬이 되였으면 하니 받아주시면 영광이겠다는 것과 귀사 (삼도물산)의 무궁한 발전이 있기를 기원한다는 내용이다.
이 편지는 박정희 대통령이 암살당하기 3개월 전에 보낸 것으로, 이 돈에 삼도그룹 내의 자산을 보태어 부산 영도 오륙도가 보이는 곳에 공장을 세우고, 직원 복지 및 지역 경제발전에 기여하였다.
또한 1970~80년대에 당시 미국 최대의 백화점인 Sears, Roebuck & Company에서 4회 품질 우수업체 상, 미국 The May Department Stores Company로부터 의류 부문 최우수 공급업체 상, 미국 White Stag사로부터 최우수 품질업체상, 미국 Allied사로부터 최우수 품질업체 상 및 여러 해외 파트너로부터 인정받아 당시 봉제 한국을 이끌었다.

## 같이 보기
- 이용환 작가 - 삼도물산, 1975
- 삼도물산 티비광고 1 - 써지오바렌테
- 삼도물산 티비광고 2 - 압소바
- 삼도물산 티비광고 3 - 왕자아동복, 꼼므뜨와 外